# Campeonato Paulista de Voleibol Feminino de 2023
O Campeonato Paulista de Voleibol Feminino de 2023 é a quinquagésima primeira edição desta competição organizada pela Federação Paulista de Volleyball.

## Participantes
| Equipe                 | Cidade             | Última participação | Paulista 2022 |
| ---------------------- | ------------------ | ------------------- | ------------- |
| Sesi/Vôlei Bauru       | Bauru              | Paulista 2022       | 1º            |
| E. C. Pinheiros        | São Paulo          | Paulista 2022       | 2º            |
| Osasco SCS             | Osasco             | Paulista 2022       | 3º            |
| AA São Caetano         | São Caetano do Sul | Paulista 2022       | 4º            |
| Barueri VC             | Barueri            | Paulista 2021       | 5º            |
| Renasce Vôlei Sorocaba | Sorocaba           | Estreante           | -             |
| Campinas VC            | Campinas           | Paulista 2013       | -             |

## Forma de disputa
Na primeira fase as seis equipes jogaram entre si em turno único. As quatro melhores equipes avançaram para as semifinais, já as duas equipes vencedoras desta fase passaram para a final do campeonato, com disputa do set de ouro em caso de empate.
A classificação foi gerida da seguinte forma:
1. Maior número de partidas ganhas.
2. Maior número de pontos obtidos, que são concedidos da seguinte forma:
  - Partida com resultado final 3-0: 5 pontos para o vencedor e 0 pontos para o perdedor.
  - Partida com resultado final 3-1: 4 pontos para o vencedor e 1 pontos para o perdedor.
  - Partida com resultado final 3-2: 3 pontos para o vencedor e 2 pontos para o perdedor.
3. Proporção entre pontos ganhos e pontos perdidos (razão de pontos).
4. Proporção entre os sets ganhos e os sets perdidos (relação Sets).
5. Se o empate persistir entre duas equipes, a prioridade é dada à equipe que venceu a última partida entre as equipes envolvidas.
6. Se o empate persistir entre três equipes ou mais, uma nova classificação será feita levando-se em conta apenas as partidas entre as equipes envolvidas.

## Resultados

### Fase classificatória
Classificação da primeira fase.
- Todas as partidas seguem o horário local.

|     |                        |     | Jogos | Jogos | Jogos | Resultados | Resultados | Resultados | Resultados | Resultados | Resultados | Sets | Sets | Sets  | Pontos | Pontos | Pontos |
| Pos | Equipe                 | Pts | T     | V     | D     | 3–0        | 3–1        | 3–2        | 2–3        | 1–3        | 0–3        | V    | P    | R     | V      | P      | R      |
| --- | ---------------------- | --- | ----- | ----- | ----- | ---------- | ---------- | ---------- | ---------- | ---------- | ---------- | ---- | ---- | ----- | ------ | ------ | ------ |
| 1   | Osasco SCS             | 18  | 6     | 6     | 0     | 4          | 2          | 0          | 0          | 0          | 0          | 18   | 2    | 9,000 | 497    | 368    | 1.351  |
| 2   | Sesi/Vôlei Bauru       | 15  | 6     | 5     | 1     | 1          | 4          | 0          | 0          | 0          | 1          | 15   | 7    | 2.143 | 490    | 440    | 1.114  |
| 3   | Pinheiros              | 12  | 6     | 4     | 2     | 3          | 1          | 0          | 0          | 2          | 0          | 14   | 7    | 2,000 | 462    | 416    | 1.111  |
| 4   | Barueri                | 9   | 6     | 3     | 3     | 2          | 1          | 0          | 0          | 1          | 2          | 10   | 10   | 1,000 | 447    | 426    | 1.049  |
| 5   | Campinas VC            | 6   | 6     | 2     | 4     | 1          | 1          | 0          | 0          | 3          | 1          | 9    | 13   | 0.692 | 471    | 495    | 0.952  |
| 6   | Renasce Vôlei Sorocaba | 3   | 6     | 1     | 5     | 0          | 1          | 0          | 0          | 2          | 3          | 5    | 16   | 0.313 | 413    | 513    | 0.805  |
| 7   | AA São Caetano         | 0   | 6     | 0     | 6     | 0          | 0          | 0          | 0          | 2          | 4          | 2    | 18   | 0.111 | 371    | 493    | 0.753  |

#### Primeira rodada
| Data   | Hora  |                  | Placar |                        | Set 1 | Set 2 | Set 3 | Set 4 | Set 5 | Total | Relatório |
| ------ | ----- | ---------------- | ------ | ---------------------- | ----- | ----- | ----- | ----- | ----- | ----- | --------- |
| 7 ago  | 19:30 | Sesi/Vôlei Bauru | 3–1    | Campinas VC            | 22–25 | 25–19 | 25–23 | 25–15 |       | 97–82 | Relatório |
| 7 ago  | 19:30 | Pinheiros        | 3–0    | Renasce Vôlei Sorocaba | 25–21 | 25–22 | 25–15 |       |       | 75–58 | Relatório |
| 29 ago | 19:00 | Barueri          | 3–0    | AA São Caetano         | 25–10 | 25–22 | 25–17 |       |       | 75–49 | Relatório |

#### Segunda rodada
| Data   | Hora  |                        | Placar |                  | Set 1 | Set 2 | Set 3 | Set 4 | Set 5 | Total  | Relatório |
| ------ | ----- | ---------------------- | ------ | ---------------- | ----- | ----- | ----- | ----- | ----- | ------ | --------- |
| 12 ago | 17:00 | Renasce Vôlei Sorocaba | 1–3    | Sesi/Vôlei Bauru | 22–25 | 25–23 | 23–25 | 18–25 |       | 88–98  | Relatório |
| 15 ago | 20:00 | AA São Caetano         | 1–3    | Campinas VC      | 16–25 | 25–23 | 23–25 | 26–28 |       | 90–101 | Relatório |
| 12 set | 19:00 | Barueri                | 0–3    | Osasco SCS       | 20–25 | 24–26 | 16–25 |       |       | 60–76  | Relatório |

#### Terceira rodada
| Data   | Hora  |             | Placar |                        | Set 1 | Set 2 | Set 3 | Set 4 | Set 5 | Total | Relatório |
| ------ | ----- | ----------- | ------ | ---------------------- | ----- | ----- | ----- | ----- | ----- | ----- | --------- |
| 18 ago | 20:00 | Campinas VC | 3–0    | Renasce Vôlei Sorocaba | 25–13 | 25–13 | 25–13 |       |       | 75–39 | Relatório |
| 18 ago | 20:00 | Pinheiros   | 3–0    | Barueri                | 25–18 | 25–21 | 25–23 |       |       | 75–62 | Relatório |
| 18 ago | 20:00 | Osasco SCS  | 3–0    | AA São Caetano         | 25–18 | 25–17 | 25–11 |       |       | 75–46 | Relatório |

#### Quarta rodada
| Data   | Hora  |                | Placar |                  | Set 1 | Set 2 | Set 3 | Set 4 | Set 5 | Total | Relatório |
| ------ | ----- | -------------- | ------ | ---------------- | ----- | ----- | ----- | ----- | ----- | ----- | --------- |
| 24 ago | 20:00 | AA São Caetano | 0–3    | Pinheiros        | 17–25 | 12–25 | 14–25 |       |       | 43–75 | Relatório |
| 25 ago | 19:00 | Barueri        | 1–3    | Sesi/Vôlei Bauru | 21–25 | 22–25 | 25–15 | 19–25 |       | 87–90 | Relatório |
| 25 ago | 20:00 | Osasco SCS     | 3–0    | Campinas VC      | 25–21 | 25–19 | 25–10 |       |       | 75–50 | Relatório |

#### Quinta rodada
| Data   | Hora  |                        | Placar |                | Set 1 | Set 2 | Set 3 | Set 4 | Set 5 | Total | Relatório |
| ------ | ----- | ---------------------- | ------ | -------------- | ----- | ----- | ----- | ----- | ----- | ----- | --------- |
| 31 ago | 20:00 | Pinheiros              | 1–3    | Osasco SCS     | 22–25 | 25–22 | 19–25 | 19–25 |       | 85–97 | Relatório |
| 1 set  | 19:00 | Sesi/Vôlei Bauru       | 3–0    | AA São Caetano | 25–21 | 25–15 | 25–16 |       |       | 75–52 | Relatório |
| 1 set  | 20:00 | Renasce Vôlei Sorocaba | 0–3    | Barueri        | 22–25 | 17–25 | 15–25 |       |       | 54–75 | Relatório |

#### Sexta rodada
| Data  | Hora  |                | Placar |                        | Set 1 | Set 2 | Set 3 | Set 4 | Set 5 | Total | Relatório |
| ----- | ----- | -------------- | ------ | ---------------------- | ----- | ----- | ----- | ----- | ----- | ----- | --------- |
| 7 set | 18:00 | AA São Caetano | 1–3    | Renasce Vôlei Sorocaba | 21–25 | 23–25 | 25–17 | 22–25 |       | 91–92 | Relatório |
| 8 set | 20:00 | Pinheiros      | 3–1    | Campinas VC            | 25–14 | 22–25 | 25–22 | 25–20 |       | 97–81 | Relatório |
| 8 set | 20:00 | Osasco SCS     | 3–0    | Sesi/Vôlei Bauru       | 25–15 | 25–19 | 25–22 |       |       | 75–56 | Relatório |

#### Sétima rodada
| Data   | Hora  |                        | Placar |            | Set 1 | Set 2 | Set 3 | Set 4 | Set 5 | Total | Relatório |
| ------ | ----- | ---------------------- | ------ | ---------- | ----- | ----- | ----- | ----- | ----- | ----- | --------- |
| 15 set | 19:00 | Renasce Vôlei Sorocaba | 1–3    | Osasco SCS | 11–25 | 22–25 | 26–24 | 13–25 |       | 72–99 | Relatório |
| 15 set | 20:00 | Sesi/Vôlei Bauru       | 3–0    | Pinheiros  | 25–16 | 25–19 | 25–21 |       |       | 75–56 | Relatório |
| 15 set | 20:00 | Campinas VC            | 1–3    | Barueri    | 19–25 | 25–13 | 17–25 | 21–25 |       | 82–88 | Relatório |

## Fase final
A segunda fase é jogada pelas quatro equipes classificadas, sendo disputado em uma série de 2 jogos.
|  | Semi-Finais (Melhor-de-2 com Set de ouro) 6 a 9 de outubro de 2023 | Semi-Finais (Melhor-de-2 com Set de ouro) 6 a 9 de outubro de 2023 | Semi-Finais (Melhor-de-2 com Set de ouro) 6 a 9 de outubro de 2023 | Semi-Finais (Melhor-de-2 com Set de ouro) 6 a 9 de outubro de 2023 | Semi-Finais (Melhor-de-2 com Set de ouro) 6 a 9 de outubro de 2023 |   |    | Final (Melhor-de-2 com Set de ouro) 13 a 18 de outubro de 2023 | Final (Melhor-de-2 com Set de ouro) 13 a 18 de outubro de 2023 | Final (Melhor-de-2 com Set de ouro) 13 a 18 de outubro de 2023 |   |  |
|  |                                                                    |                                                                    |                                                                    |                                                                    |                                                                    |   |    |                                                                |                                                                |                                                                |   |  |
|  |                                                                    |                                                                    |                                                                    |                                                                    |                                                                    |   |    |                                                                |                                                                |                                                                |   |  |
|  | 1º                                                                 | Osasco SCS                                                         | 3                                                                  | 0                                                                  | -                                                                  |   |    |                                                                |                                                                |                                                                |   |  |
|  | 4º                                                                 | Barueri                                                            | 0                                                                  | 0                                                                  | -                                                                  |   |    |                                                                |                                                                |                                                                |   |  |
|  |                                                                    |                                                                    |                                                                    |                                                                    |                                                                    |   | 1º | Osasco                                                         | 3                                                              | 3                                                              | - |  |
|  |                                                                    | 3º                                                                 | Pinheiros                                                          | 0                                                                  | 0                                                                  | - |    |                                                                |                                                                |                                                                |   |  |
|  | 2º                                                                 | Sesi/Vôlei Bauru                                                   | 3                                                                  | 0                                                                  | -                                                                  |   |    |                                                                |                                                                |                                                                |   |  |
|  | 3º                                                                 | Pinheiros                                                          | 1                                                                  | 0                                                                  | -                                                                  |   |    |                                                                |                                                                |                                                                |   |  |

#### Semifinal
SF1
| Data   | Hora  |            | Placar |            | Set 1 | Set 2 | Set 3 | Set 4 | Set 5 | Total | Relatório |
| ------ | ----- | ---------- | ------ | ---------- | ----- | ----- | ----- | ----- | ----- | ----- | --------- |
| 21 set | 19:30 | Barueri    | 0–3    | Osasco SCS | 14–25 | 20–25 | 18–25 |       |       | 52–75 | Relatório |
| 28 set | 21:30 | Osasco SCS | 3–0    | Barueri    | 25–14 | 27–25 | 25–20 |       |       | 77–59 | Relatório |

SF2
| Data   | Hora  |                  | Placar |                  | Set 1 | Set 2 | Set 3 | Set 4 | Set 5 | Total   | Relatório |
| ------ | ----- | ---------------- | ------ | ---------------- | ----- | ----- | ----- | ----- | ----- | ------- | --------- |
| 22 set | 20:00 | Pinheiros        | 1–3    | Sesi/Vôlei Bauru | 26–24 | 25–17 | 25–21 | 25–21 |       | 101–83  | Relatório |
| 29 set | 20:00 | Sesi/Vôlei Bauru | 1–3    | Pinheiros        | 25–17 | 23–25 | 18–25 | 23–25 | 21–25 | 110–117 | Relatório |

#### Final
| Data   | Hora  |            | Placar |            | Set 1 | Set 2 | Set 3 | Set 4 | Set 5 | Total | Relatório |
| ------ | ----- | ---------- | ------ | ---------- | ----- | ----- | ----- | ----- | ----- | ----- | --------- |
| 02 out | 20:30 | Pinheiros  | 0–3    | Osasco SCS | 24–26 | 17–25 | 18–25 |       |       | 59–76 | Relatório |
| 05 out | 20:30 | Osasco SCS | 3–0    | Pinheiros  | 25–20 | 25–17 | 25–23 |       |       | 75–60 | Relatório |

## Premiação
| Campeonato Paulista de Voleibol Feminino de 2023 |
| ------------------------------------------------ |
| Osasco SCS Campeão (17.º título)                 |